# Cenei, Timiș
Cenei (germană Tschene, sârbă Ченеј, maghiară Csene, croată Čenej) este satul de reședință al comunei cu același nume din județul Timiș, Banat, România.